# Sonic Heroes
Sonic Heroes je 3D platformska igra iz 2003. koju su razvili Sonic Team SAD i izdala Sega kao dio serijala Sonic the Hedgehog. Igrač kontrolira mnoge likove franšize u raznim nivoima i skuplja prstenove i uništava robote tako da skupi svih sedam smaragda kaosa i porazi zlu vojsku Doktora Eggmana. U nivoima igrač kontrolira tri lika između kojih se može mijenjati klikom gumba. Sonic Heroes je drugačija od prijašnjih 3D igara kao Sonic Adventure i Sonic Adventure 2 jer se vratila jednostavnijim nivoima Mega Drive igara. 
Igra je bila prva u serijalu Sonic na više platforma, producirana za GameCube, Xbox, PS2 i Windows. Yuji Naka od SAD Sonic Teama i Takashi Iizuka vodili su razvoj igrice 20 mjeseci. Tim je htio da igra novije igrače privuče Sonicu, i zato su igru napravili bez spominjanja prijašnjih igara. Tim je također vratio neke dijelove igara ne viđene od Mega Drivea, kao posebne nivoe i likove Chaotix. U Japanu je igra izašla 2003., a međunarodno 2004. godine. 
Recenzije su se varirale, stil i izgled igre dobio je pozitivne kritike, ali glasovno posuđivanje i kamera nisu prošle s mnogima. Unatoč tome, igra je bila komercijalan uspjeh s više od 3.41 milijuna primjeraka prodano do 2007. 

## Radnja

### Tim Sonic
Knuckles i Tails pronađu Sonica u pustinji i pokažu mu pozivnicu koju im je poslao Eggman. Eggman kaže da će zavladati svijetom za 3 dana, i Sonic, Tails i Knuckles odma krenu na put da ga zaustave.

### Tim Dark
Rouge se probije u Eggmanovu tajnu bazu i pronađe Shadowa zarobljenog u kapsuli. Kad se Shadow probudi, Omega počne pucati sve u bazi. Rouge ga prekine i sklopi tim s njima nakon što sazna da se Shadow ne siječa ničega i da je Omega ljut na Eggmana. Zajedno krenu pronači Eggmana za odgovore.

### Tim Rose
Amy, Big i Cream se zajedno druže na plaži čitajući novine. Na novinama je slika Sonica (u koga se Amy zaljubila), Chocole (Chaoa koja je prijateljica Creaminom Chaou "Cheeseu") i Froggya (Bigove žabe). Njih troje misle da je Eggman nešto napravio s njim i krenu ga uhvatiti.

### Tim Chaotix
Tim Chaotix se sastoji od Vectora, Espija i Charmya. Zajedno rade da dobiju novac za plaču najma. Dobiju poziv od čovjeka s visokim glasom koji im govori što da rade u svakom nivou.

### Posljednja priča
Svaki tim na kraju svoje priče pronađu što su tražili pred Eggmanovom bazom, ali također imaju par susreta s Metalnim Sonicom koji kopira njihove podatke. Kad Chaotixi pronađu Eggmana, objasni da je Metalni Sonic glumio da je Eggman i zavarao svaki tim. Metalni Sonic se pretvori u Neo Metalnog Sonica i postane pre moćan. Ostali timovi ga oslabe dok Tim Sonic koriste smaragde kaosa da se pretvore u svoje Super forme. Super Sonic, Tails i Knuckles ga poraze i svi timovi se sretno vrate doma.

## Doživljaj igre
Sonic Heroes ima četiri tima u kojim se nalaze tri lika. Svaki tim ima brzog lika, lik koji trći brzo i koristi sve česte napade u serijalu kao Light speed dash, Homing attack i novi pokret, Rocket excel, letećeg lika, lik koji leti i gađa neprijatelje drugim članovima tima, i moćnog lika, najjači lik koji se primarno koristi za lebdenje i napadanje jačih neprijatelja na tlu. Između likova se može mijenjati kad igrač klikne gumb određen za to. Brzi likovi imaju i tornado napad kojim se može eliminirati štit robota. Treći nivo svakog tematskog nivoa je boss borba protiv nekog Eggmanovog stroja, ili drugog tima. Što više likovi skupljaju predmete i napadaju robote, napune Team Blast metar kojim tim pokrene poseban napad s kojim se riješi svakog vidljivog robota i kutije. Lik kojeg igrač kontrolira se može ojačati Level-Upom, i najjači je kad stigne do trećeg nivoa. Da se stigne do posljednje priče, u svakom drugom nivou (ne uključujući boss borbe) mora se skupiti zlatni ključ u kavezu. Kad se skupi ključ, igrač ne smije umrijeti ili zabiti se u nešto što oduzima prstenje, i kad stigne do kraja nivoa počet će igrati posebni nivo. Ovdje se igrač nalazi u valjkastoj prostoriji gdje pokušava uhvatiti smaragd kaosa. Ako igrač zgrabi ključ u prvom nivou, igrat će posebni nivo ali bez smaragda kaosa, nego će samo dobiti dodatne bodove.

## Likovi

### Tim Sonic
- Sonic the Hedgehog (Brzi lik) (Ryan Drummond)
  - Super Sonic
- Miles "Tails" Prower (Leteći lik) (William Corkery)
  - Super Tails
- Knuckles the Echidna (Moćni lik) (Scott Drier)
  - Super Knuckles

### Tim Dark
- Shadow the Hedgehog (Brzi lik) (David Humphrey)
- Rouge the Bat (Lani Minella)
- E-123 Omega (Jon St. John)

### Tim Rose
- Amy Rose (Brzi lik) (Jennifer "Jenny" Douillard)
- Cream the Rabbit (Leteći lik) (Sarah Wulfeck)
- Chao Cheese
- Big the Cat (Moćni lik) (Jon St. John)

### Tim Chaotix
- Espio the Chameleon (Bill Corkery)
- Vector the Crocodile (Marc Biagi)
- Charmy Bee (Emily Corkery)

### Sporedni
- Doktor Eggman (Deem Bristow)
- Chocola Chao
- Froggy
- Android Shadow
- Omochao (Lani Minella)

### Roboti u nivoima
- Bomb Flapper
- Cameron
- Cannon Flapper
- E-2000
- E-2000R
- Egg Bishop
- Egg Hammer
- Egg Knight
- Egg Magician
- Egg Pawn (i verzija iz Kasina)
- Falco
- Flapper
- Gold Cameron
- Gold Klagen
- Gun Flapper
- Heavy-Egg Hammer
- Klagen
- Laser Flapper
- Needle Flapper
- Pumpkin ghost
- Rhinoliner
- Search Flapper
- Solid Flapper
- Solid Pawn

### Boss borbe
- Egg Albatross
- Egg Emperor
- Egg Hawk
- Metal Madness
- Metal Overlord
- Robot Carnival
- Robot Storm
- Metalni Sonic (Ryan Drummond)
  - Neo Metalni Sonic
  - Metal Overlord

## Nivoi
| Nivoi za jednog igrača | Nivoi za jednog igrača       | Nivoi za jednog igrača    | Nivoi za jednog igrača      | Nivoi za jednog igrača  | Nivoi za jednog igrača     | Nivoi za jednog igrača   | Nivoi za jednog igrača |
| --- | ---------------------------- | ------------------------- | --------------------------- | ----------------------- | -------------------------- | ------------------------ | ---------------------- |
| Sea Gate Seaside Hill Ocean Palace | Grand Metropolis Power Plant | Casino Park BINGO Highway | Rail Canyon Bullest Station | Frog Forest Lost Jungle | Hang Castle Mystic Mansion | Egg Fleet Final Fortress | Posebni nivoi          |
| Nivoi za više igrača |                              |                           |                             |                         |                            |                          |                        |
| BINGO Highway, Casino Course, City Course, City Top, Casino Ring, Egg Fleet, Egg Treat, Frog Forest, Grand Metropolis, Hot Elevator, Mad Express, Pinball Match, Rail Canyon, Road Rock, Seaside Course, Seaside Hill, Posebni nivo, Terror Hall, Turtle Shell |                              |                           |                             |                         |                            |                          |                        |

## Razvoj
Igra koristi motor RenderWare tako da bi se lakše mogla programirati i prenijeti na više platforma. Dizajner igre, Takashi Iizuka,rekao je da nije htio da Sonic Heroes bude drugi naslov Sonic Adventure serijala, jer se brinuo da će samo prijašnji igrači nabaviti igru, a htio je privući novije igrače. Prema Shiru Maekawi, igra je trebalal imati šest timova ali je osamnaest likova bilo "pre više". Timovi su trebali biti:
- Sonic, Tails i Knuckles
- Amy, Cream i Rouge
- Chaos, E-102 Gama i Big
- Espio, Charmy i Vector
- Fang, Bean i Bark
- Metalni Sonic, Ray i Mighty

Maekawa inicijalno nije htio dodati Shadowa jer su svi mislili da je umro na kraju Sonic Adventure 2. Nakon par sastanaka s timom razvijača, odlučili su vratiti crnog ježa.

## Kritike i nasljeđe
Recenzije igrice bile su "mješovite ili prosječne", prema agregatoru recenzija Metacriticu. Neki igrači i recenzenti su mislili da je igra bila bolja od prijašnjih 3D igara, ali gora od 2D igara. Xbox inačica dobila je najbolje bodove, s prosječnih 73/100 bodova, i blizu je stigla GCN inačica s prosječna 72. PC inačica imala je srednje bodove, s prosječno 66, a PS2 inačica dobila je najgore ocjene zbog tamnijeg izgleda i sporije stope slika po sekundi. 1Up.com dali su igri C+, Eurogamer su joj dali 6/10, a GameSpy joj je dao 3/5 zvjezdica. Pozitivnije ocjene su stigle od strane GameRevolutiona (3.5/5 zvjezdica), GameSpota (7/10) i IGNa (8/10). Najviše pohvala dobio je izgled i doživljaj, mnogi su kritičari rekli da je ovo bila najbliže 2D igrama 3D igrica u seriji. Sonic Heroes ima i kultnu pratnju među obožavateljima Sonica, te je Sega pokazala ljubav prema njoj. Sonic Teamov sljedeći projekt bio je Shadow the Hedgehog, igra s modelima likova identičnim ovoj igrici. Likovi vraćeni u franšizu putem ove igrice (Cream, Charmy, Vector i Espio) su postali važni i pridružili se glavnoj postavi likova. Te likovi dodani u ovu igru (E-123 Omega) bi kasnije također postali važni. Igre Sonic Forces i Team Sonic Racing bi također imali neke od ovih likova, te su imali mogućnost mijenjanja između likova. Nivo Seaside Hill se pojavio u nekim kasnijim igrama.

### Prodaje
Sonic Heroes je bio velik komercijalni uspjeh. Do listopada 2004., prodala je milijun primjeraka u Europi. Igra je dobila Player's Choice izdanje na GameCubeu, Platinasto izdanje na PS-u 2 (i od Entertainment and Leisure Software Publishers Associationa dobila je "duplo platinastu" nagradu, što znači da je prodala barem 600 000 primjeraka u Ujedinjenom Kraljevstvu), i Classics izdanje na Xbox-u. Prema Seginim financijskim izvješćima, od izlaska do ožujka 2004. igra je prodala 1.42 milijuna primjeraka, i 1.75 milijuna primjeraka od ožujka 2004. do ožujka sljedeće godine, i u SAD-u je prodala 420 000 tisuća primjeraka od ožujka 2006. do ožujka sljedeće godine, što znači da je sve zajedno prodala najmanje 3.41 milijuna primjeraka.

## Vanjske poveznice
- Službena Web stranica (arhiv)
- Mini stranica
- MobyGames stranica za Sonic Heroes
- Sonic Heroes na Međunarodnoj međumrežnoj filmskoj bazi podataka